# Metallea major
Metallea major är en tvåvingeart som beskrevs av Peris 1951. Metallea major ingår i släktet Metallea och familjen Rhiniidae.
Artens utbredningsområde är Sri Lanka. Inga underarter finns listade i Catalogue of Life.